# 4664 Hanner
4664 Hanner eller 1985 PJ är en asteroid i huvudbältet som upptäcktes den 14 augusti 1985 av den amerikanske astronomen Edward L.G. Bowell vid Anderson Mesa Station. Den är uppkallad efter Martha S. Hanner.
Den tillhör asteroidgruppen Koronis.